# Brianny
Brianny est une commune française située dans le département de la Côte-d'Or, en région Bourgogne-Franche-Comté.
Brianny fait partie de la Communauté de communes des Terres d'Auxois.

## Géographie
Brianny est une commune rurale située aux portes du Morvan et à égale distance de Paris et de Lyon. L'Armançon, affluent de l'Yonne, traverse la commune.

### Communes limitrophes
| Le Val-Larrey | Montigny-sur-Armançon |       |
| Roilly        | Brianny               | Braux |
| Nan-sous-Thil | Marcigny-sous-Thil    |       |

### Climat
Pour des articles plus généraux, voir Climat de la Bourgogne-Franche-Comté et Climat de la Côte-d'Or.
En 2010, le climat de la commune est de type climat océanique dégradé des plaines du Centre et du Nord, selon une étude du Centre national de la recherche scientifique s'appuyant sur une série de données couvrant la période 1971-2000. En 2020, Météo-France publie une typologie des climats de la France métropolitaine dans laquelle la commune est exposée à un climat océanique altéré et est dans la région climatique  Lorraine, plateau de Langres, Morvan, caractérisée par un hiver rude (1,5 °C), des vents modérés et des brouillards fréquents en automne et hiver. 
Pour la période 1971-2000, la température annuelle moyenne est de 10,5 °C, avec une amplitude thermique annuelle de 16,6 °C. Le cumul annuel moyen de précipitations est de 781 mm, avec 11,5 jours de précipitations en janvier et 7,6 jours en juillet. Pour la période 1991-2020, la température moyenne annuelle observée sur la station météorologique de Météo-France la plus proche, « Semur En Auxois_sapc », sur la commune de Semur-en-Auxois à 9 km à vol d'oiseau, est de 11,2 °C et le cumul annuel moyen de précipitations est de 778,0 mm,. Pour l'avenir, les paramètres climatiques de la commune estimés pour 2050 selon différents scénarios d'émission de gaz à effet de serre sont consultables sur un site dédié publié par Météo-France en novembre 2022.

## Urbanisme

### Typologie
Au 1er janvier 2024, Brianny est catégorisée commune rurale à habitat dispersé, selon la nouvelle grille communale de densité à 7 niveaux définie par l'Insee en 2022.
Elle est située hors unité urbaine. Par ailleurs la commune fait partie de l'aire d'attraction de Semur-en-Auxois, dont elle est une commune de la couronne,. Cette aire, qui regroupe 54 communes, est catégorisée dans les aires de moins de 50 000 habitants,.

### Occupation des sols
L'occupation des sols de la commune, telle qu'elle ressort de la base de données européenne d’occupation biophysique des sols Corine Land Cover (CLC), est marquée par l'importance des territoires agricoles (94,7 % en 2018), une proportion sensiblement équivalente à celle de 1990 (94,8 %). La répartition détaillée en 2018 est la suivante : prairies (60,3 %), terres arables (29,4 %), zones agricoles hétérogènes (5 %), zones urbanisées (3,7 %), forêts (1,7 %). L'évolution de l’occupation des sols de la commune et de ses infrastructures peut être observée sur les différentes représentations cartographiques du territoire : la carte de Cassini (XVIIIe siècle), la carte d'état-major (1820-1866) et les cartes ou photos aériennes de l'IGN pour la période actuelle (1950 à aujourd'hui).

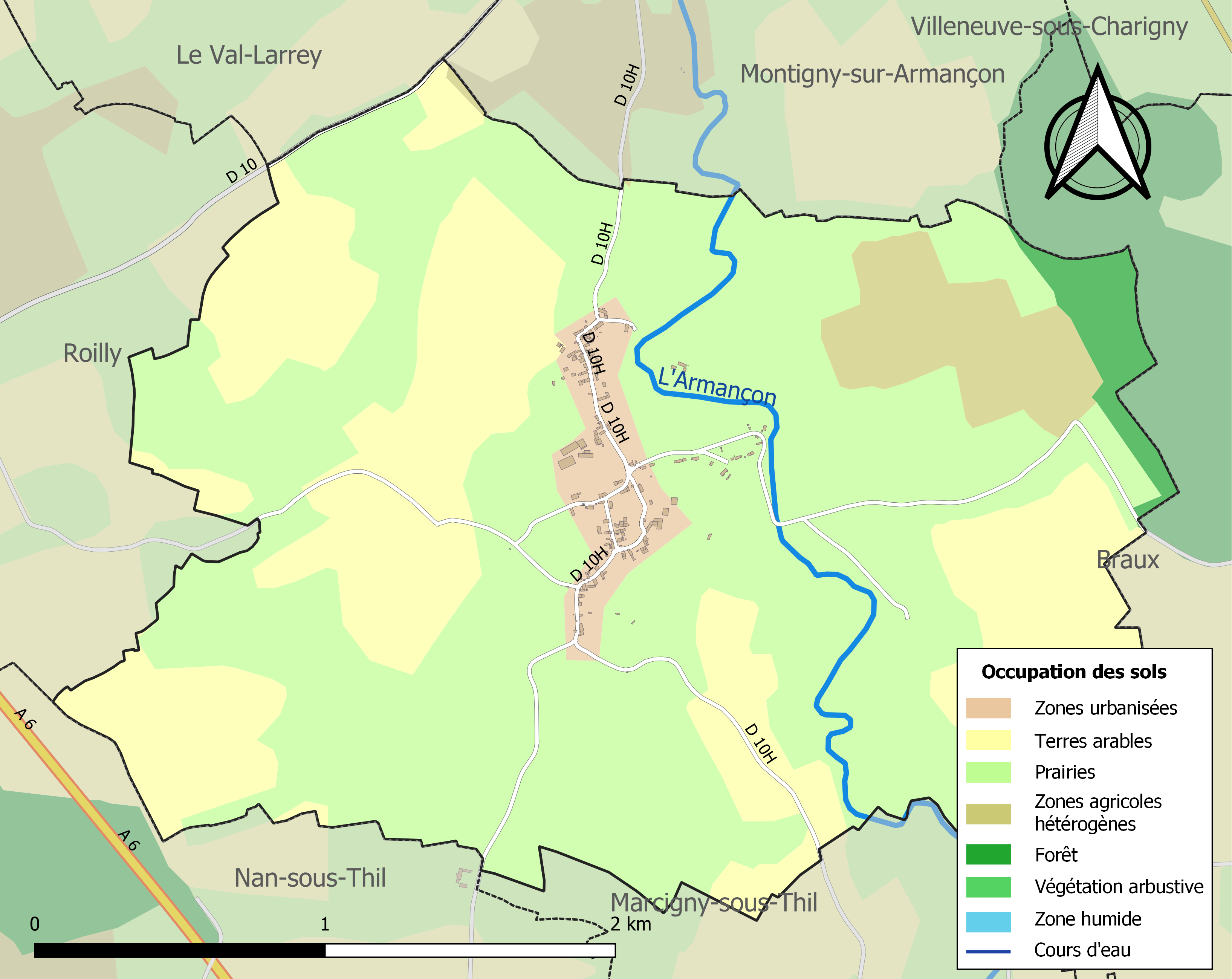
Carte des infrastructures et de l'occupation des sols de la commune en 2018 (CLC).

## Histoire
La création de la commune de Brianny remonte à 1790. Auparavant, elle est dépendance de Montigny-sur-Armançon, et ce jusqu'en 1792.
Elle fait partie du canton de Précy-sous-Thil jusqu'en 2015.

## Politique et administration
| Période                                  | Période                    | Identité         | Étiquette | Qualité     |
| ---------------------------------------- | -------------------------- | ---------------- | --------- | ----------- |
| 1790                                     | 1796                       | Martin Guillemin |           |             |
| 1796                                     | 1826                       | J. B. Lemoine    |           |             |
| 1830                                     | 1869                       | J. B. Maugras    |           |             |
| 1857                                     | 1860                       | Gauthier         |           |             |
| 1870                                     | 1875                       | Martinien Bordot |           |             |
| 1875                                     | 1882                       | Martin Mercier   |           |             |
| 1882                                     | 1893                       | J. B. Maugras    |           |             |
| 1893                                     | 1911                       | Martin Bordot    |           |             |
| 1911                                     | 1912                       | Gustave Bordot   |           |             |
| 1912                                     | 1922                       | Gustave Bordot   |           |             |
| 1923                                     | 1933                       | J. B. Reicher    |           |             |
|                                          |                            | Louis Fernand    |           |             |
|                                          |                            | René Sommet      |           |             |
| 1971                                     | 1983                       | Pierre Dorotte   |           |             |
| 1983                                     | 1989                       | Roger Lemoine    |           |             |
| 1989                                     | 1995                       | Pierre Dorotte   |           |             |
| mars 1995                                | En cours (au 13 août 2020) | Alain Delaye     | DVD       | Agriculteur |
| Les données manquantes sont à compléter. |                            |                  |           |             |

## Démographie
L'évolution du nombre d'habitants est connue à travers les recensements de la population effectués dans la commune depuis 1793. Pour les communes de moins de 10 000 habitants, une enquête de recensement portant sur toute la population est réalisée tous les cinq ans, les populations de référence des années intermédiaires étant quant à elles estimées par interpolation ou extrapolation. Pour la commune, le premier recensement exhaustif entrant dans le cadre du nouveau dispositif a été réalisé en 2005.

En 2022, la commune comptait 105 habitants, en évolution de −11,02 % par rapport à 2016 (Côte-d'Or : +0,82 %, France hors Mayotte : +2,11 %).
| 1793 | 1800 | 1806 | 1821 | 1831 | 1836 | 1841 | 1846 | 1851 |
| ---- | ---- | ---- | ---- | ---- | ---- | ---- | ---- | ---- |
| 260  | 233  | 273  | 312  | 312  | 335  | 338  | 321  | 298  |

| 1856 | 1861 | 1866 | 1872 | 1876 | 1881 | 1886 | 1891 | 1896 |
| ---- | ---- | ---- | ---- | ---- | ---- | ---- | ---- | ---- |
| 277  | 250  | 252  | 255  | 233  | 235  | 226  | 219  | 206  |

| 1901 | 1906 | 1911 | 1921 | 1926 | 1931 | 1936 | 1946 | 1954 |
| ---- | ---- | ---- | ---- | ---- | ---- | ---- | ---- | ---- |
| 210  | 206  | 185  | 158  | 156  | 154  | 152  | 126  | 108  |

| 1962 | 1968 | 1975 | 1982 | 1990 | 1999 | 2005 | 2006 | 2010 |
| ---- | ---- | ---- | ---- | ---- | ---- | ---- | ---- | ---- |
| 113  | 103  | 89   | 96   | 98   | 100  | 100  | 113  | 108  |

| 2015 | 2020 | 2022 | - | - | - | - | - | - |
| ---- | ---- | ---- | - | - | - | - | - | - |
| 113  | 111  | 105  | - | - | - | - | - | - |

## Économie
Des gîtes certifiés Gîtes de France sont présents. Un hébergement insolite au sein d'une roulotte vient compléter le charme champêtre de cette commune. La proximité de l'Armançon, du canal de Bourgogne et du sentier de Bibracte à Alésia offre la possibilité de pratiquer des activités « nature ».

## Culture locale et patrimoine

### Lieux et monuments
- Chapelle Sainte-Apolline qui abrite une danse macabre (fresque) du début du XVIe siècle.
- Deux croix en pierre du XVIe siècle sont inscrites aux monuments historiques par arrêté du 5 février 1927.
- Monument aux morts de la Première Guerre mondiale (1914-1918).

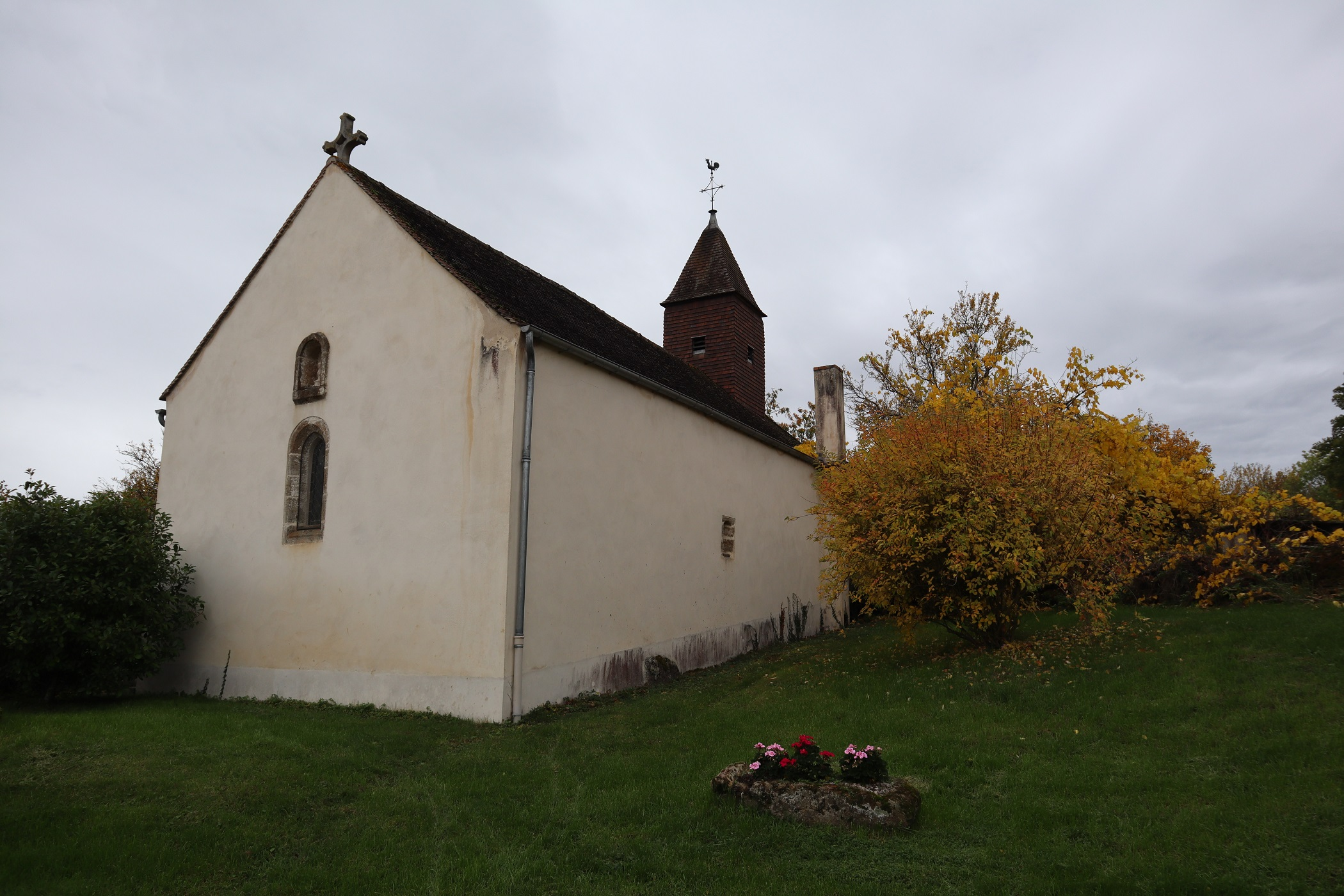
Chapelle Sainte-Apolline.
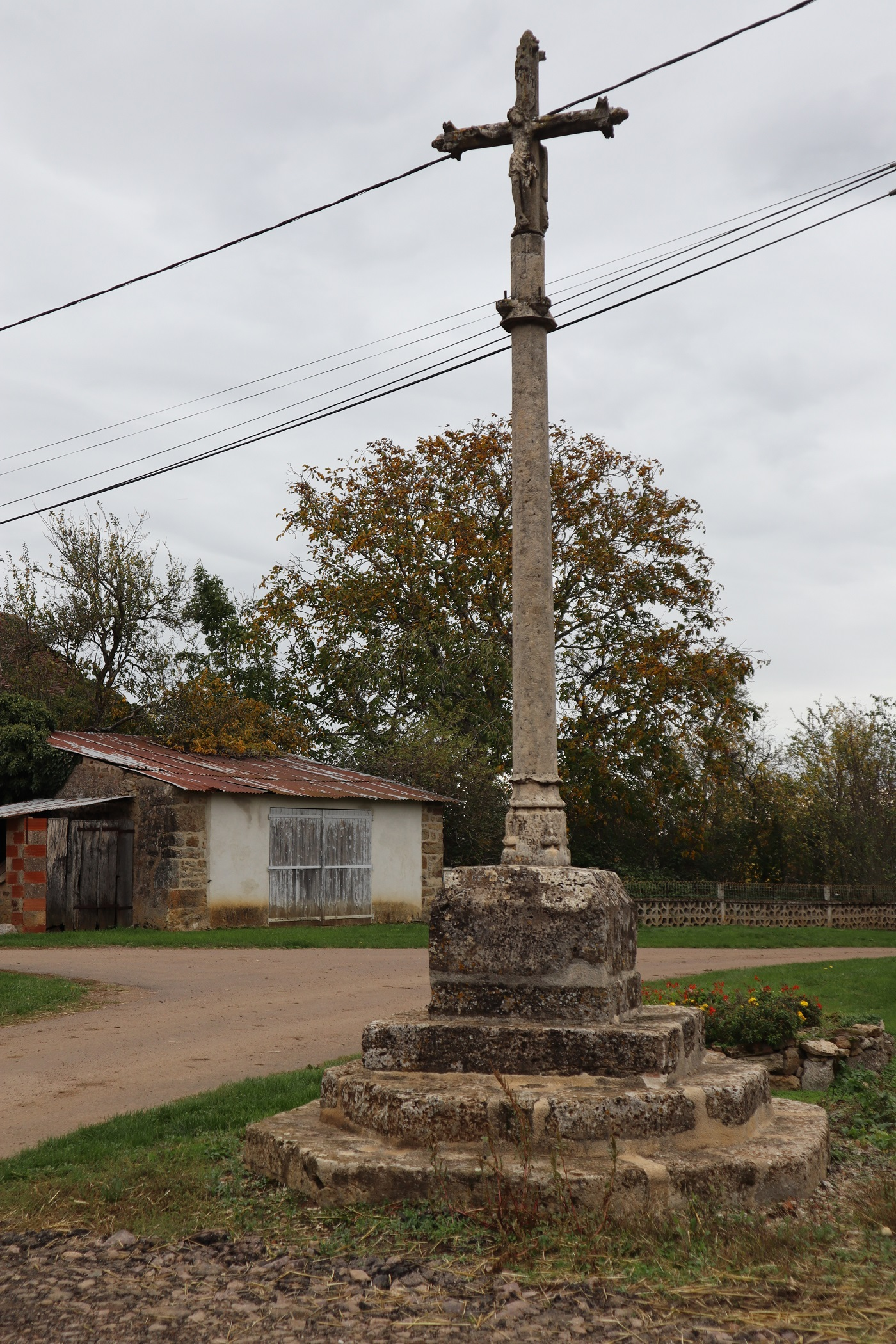
Croix, Rue du Grand Brianny.
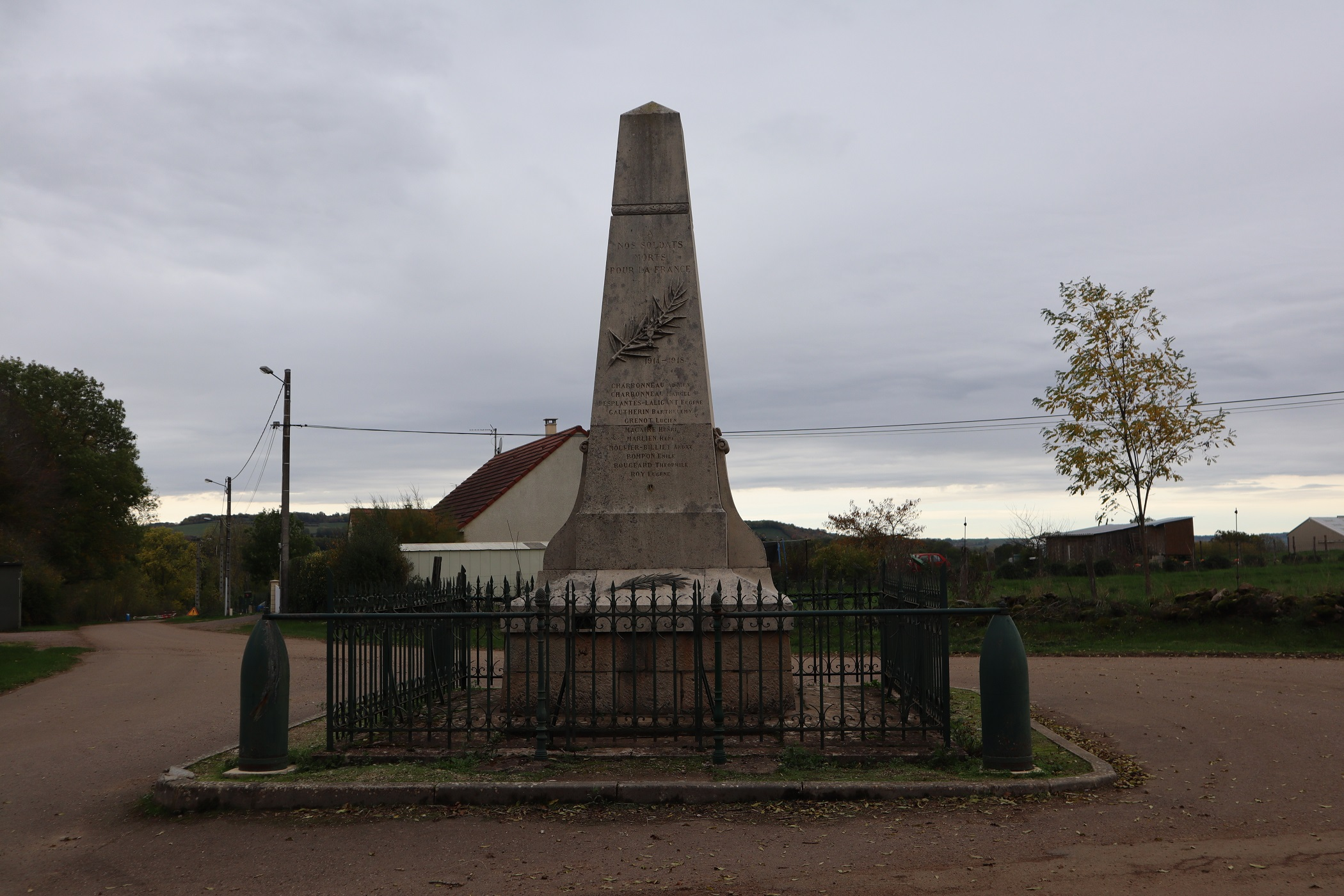
Monument aux morts.